# クワキウトル族

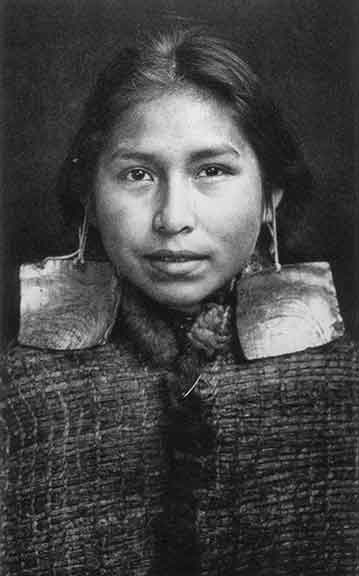
クワキウトル族の少女

クワキウトル族は北アメリカ大陸北西海岸地域（カナダ・ブリティッシュコロンビア州バンクーバー島東岸北部から、その対岸の大陸側沿岸地域）に居住し、ワカシュ語族に属するクヮキゥートル語を話すインディアンである。
なお、書物で一般的な呼び名の「クワキウトル」は古くからの英語表記Kwakiutlをベースにカナ表記されたものであるが、現在カナダでは先住民の権利保護の進展に伴い、民族が自称するKwakwaka'wakwと呼ぶ傾向にある。日本語書物では「クワクワカワク」あるいは「クヮクヮカワク」と表記されるが、民族自称の発音は、「クヮクヮキワク」ないしは「クワクワキワク」[kwakwakiwak](アクセントは最終音節)である。
クワキウトル族は、コーモラント島とバンクーバー島本島北東部の一部を生活圏としたナムギス族 (Namgis) など多くの支族に分かれ、ナムギス族のコーモラント島アラートベイ (Alert Bay) がその中心集落であった。文化人類学、言語学上の分類では、キティマート (Kitimat) 周辺のハイスラ族、ベラベラ (Bella Bella) のヘルツーク族 (Heiltsuk) を北クヮクヮキワク族と分類する例もあるが、当のヘルツーク族、ハイスラ族の人々に、自分たちがクワキウトル族の一部との認識はない。

## 言語
使用言語はワカシャン語族 (Wakashan languages) の北部ワカシャンに分類されるクワクワラ語 (Kwak'wala) だが、現在ではクワキウトル族の5%(250名)しか話すものが居ない。また、同じクワクワラ語を話す民族に南クワキウトル族 (Southern Kwakiutl) が居る。クワクワラ語を第一言語として話す子供がわずかなことから、言語としての寿命が危ぶまれるが、民族の間に保存または再生への関心がある。

## 文化
漁撈・狩猟民族で、温暖な気候と豊富な資源を背景に定着型の生活を営む。海岸平坦部にカナダスギを原料とする家屋を建築して集落を構成し、首長・貴族・平民・奴隷に序列化した社会基盤を持って秩序を維持している。長子相続制。ポトラッチという伝統的な地位の継承儀礼を行っていたが1885年にカナダ政府がこれを禁止、1951年に再開された。
文化人類学者ルース・ベネディクトは『文化の型』において、温和なズニ族の文化をアポロ型文化、競争心の旺盛なクワキウトル族の文化をディオニュソス型文化と呼んだ。
クワキウトル族は他の多くの北米先住民と同じく文字を持たず、民族に伝わる歴史、伝説、昔話、そしてチーフなどの人物伝を文字に代わって子孫に語り伝えるものとして、また、土地の所有をあらわすものとしてトーテムポールを建てる。クワキウトル族のトーテムポールの彩色は、伝統的な黒、赤、緑に加え、白、黄色、オレンジ、水色、茶色等があり、クリンキット (Tlingit) 、ハイダ (Haida) 、ニスガ、ギックサン、ハイスラ (Haisla) 、ヘルツーク族 (Heiltsuk) らのトーテムポールよりも、色数が多い。これらの新しい色の塗料は、ヨーロッパからの入植者との交易によってもたらされた。
人間をさらって食べると言い伝えられる森の女ツォノクワ (Dzunukwa/Tsonokwa) は、クワキウトル族トーテムポール特有のキャラクターである。

### 食文化
魚介類はサケを中心にマス、ロウソクウオ (candlefish) 、オヒョウ、タラ、ムール貝、クラム、カニ、鳥類はカモ、獣肉としてはアザラシ、オットセイ、ヘラジカ、まれにクマなどを捕獲する。野菜や果物ではニンジン、ベリー類、ヘーゼルナッツなどを採集した。海草は食す他に蒸し焼きの包みに用い、植物を編んだバスケットで石焼き料理を作った。男性はサケの捕獲、女性は野菜の採集を担当し、秋には大量のスモークサーモンを作り保存食とした。ハワイのラウラウやカルア・ピッグに似た蒸し焼きもある。